# ناصر زغفي
ناصر إبراهيم زغفي لاعب كرة قدم سعودي ، يلعب في خط الوسط.
لعب سابقاً في نادي ضمك و نادي الحجاز و نادي القيصومة و نادي الزلفي و نادي القلعة.